# Les Truttes
Les Truttes est un cover band belge de rock festif, originaire de Flandre.

## Histoire

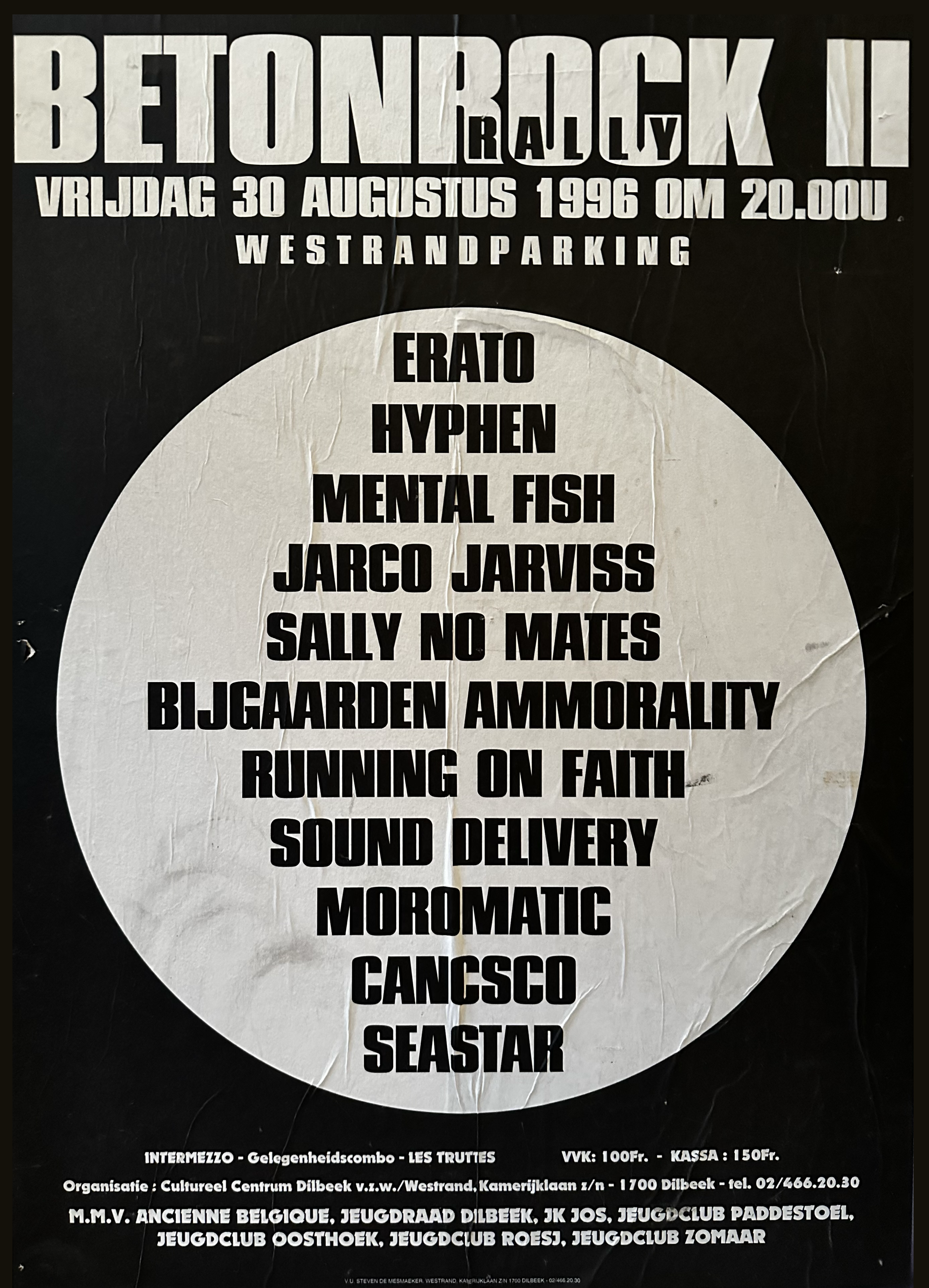
Affiche du Betonrock de 1996 avec Les Truttes.

Les Truttes se sont formés en août 1996 en tant que formation occasionnelle lors du Betonrock, un rallye rock organisé par le centre culturel de Dilbeek. C'est le batteur et fondateur Gerrit De Cock qui a demandé au CC Westrand s'ils pouvaient monter un spectacle musical de 20 minutes pour clore la deuxième édition de ce festival local. Le nom Les Truttes est choisi car il s'agissait d'un spectacle unique et que la mise en scène était légèrement humoristique.
Entre 1996 et 2003, l'accent est mis sur les reprises disco, accompagnées de shows glamour et paillettes. Le succès du groupe réside principalement dans la manière dont il interprète la musique. De nombreuses chansons disco, dépourvues de la composition typique d'un groupe de ce genre, ont été jouées à la manière d'un groupe de rock. À partir de 2004, les horizons musicaux s'élargissent et deviennent progressivement rock, dance et techno pendant leurs concerts ; ils feront également leurs adieux au look disco des années 1970 en termes de vêtements et de décor.
Ils ont déjà participé à tous les grands festivals des villes flamandes, tels que Marktrock, Suikerrock (2009), PaApelRock (2013, à guichets fermés), Herental Feest (2014), Maanrock, Gentse Feesten, et Lokerse Feesten. Ils ont également eu du succès aux Pays-Bas, notamment à PopOnTopValkenburg et Paaspop. Ils se sont produits plusieurs fois à l'OLT de Deurne, ont joué en direct dans le cadre du programme Eén Villa Vanthilt en 2008, et sont personnellement invités par The Levellers à jouer au Beautiful Days Festival au Royaume-Uni en 2009.
En 2021, Les Truttes fêtent leur 25e anniversaire avec le concert Oh My God. En raison de la pandémie de Covid-19, leur concert n'a pas pu avoir lieu et ils ont célébré la première le jeudi 31 mars 2022 au CC Westrand à Dilbeek,.

## Membres

### Membres actuels
- Mister S.L.Y. — chant (depuis 1996)
- Mister Phil the Face — guitare, chœurs (depuis 1996)
- Miss Kitty K — chant (depuis 2010)
- Mister Animal G — batterie (depuis 1996)
- Mister PH. Morris — basse (depuis 2004)
- Doctor Stereo Steve — claviers (depuis 2015)

### Anciens membres
- Mister Kamilli Vanilli
- Mister Jojo
- Miss Booby Lejeune
- Mister Go Eric
- Mister W Keys